# Sławoszowice
Sławoszowice – wieś w Polsce położona w województwie dolnośląskim, w powiecie milickim, w gminie Milicz.

## Podział administracyjny
W latach 1954-1972 wieś należała i była siedzibą władz gromady Sławoszowice. W latach 1975–1998 miejscowość administracyjnie należała do województwa wrocławskiego.

## Nazwa
W księdze łacińskiej Liber fundationis episcopatus Vratislaviensis (pol. Księga uposażeń biskupstwa wrocławskiego) spisanej za czasów biskupa Henryka z Wierzbna w latach 1295–1305 miejscowość wymieniona jest w zlatynizownej formie Slavoschoviczi villa.

## Zabytki
Do wojewódzkiego rejestru zabytków wpisany jest:
- spichrz, dawny młyn, z XIX w., 1937 r.

## Inne obiekty
Na terenie wsi znajduje się Sala Królestwa zboru Świadków Jehowy.